# تاد بولی
تاد بولی بازرگان، نیکوکار و سرمایه‌گذار آمریکایی است. او از بنیانگذاران و مدیر اجرایی شرکت هلدینگ صنایع الدریج  واقع در گرینویچ، کنتیکت است.
تاد بولی مالک بخشی از سهام باشگاه لس آنجلس داجرز در رشته بیسبال و لس آنجلس لیکرز در رشته بسکتبال و همچنین به همراه کنسرسیومش از جمله بهداد اقبالی مالک باشگاه فوتبال چلسی است. علاوه بر این تاد بولی صاحب مجموعه رستوران های زنجیره ای در کشور آمریکا می‌باشد. میلیاردر آمریکایی در زمینه‌های مختلف دیگری همچون ساخت و توسعه بازی های ویدیوئی، موسیقی، فیلم و سریال و...نیز سرمایه گذاری میکند.
تاد ، فردی به شدت فعال است و در اکثر زمینه ها و کشور های مختلف دنیا سرمایه گذاری و فعالیت میکند ، همچنین وی از جمله میلیاردر های ثروتمند در دنیا است که به شدت به کار های خیر و کمک به مردم و سرمایه گذاری در راستای پیشرفت علم و کمک به بشر علاقه دارد.

## پیشینه
بولی که پدربزرگ و مادربزرگش از آلمان مهاجرت کرده بودند، با حضور در مدرسه لاندن در بتسدا، مریلند، در سال ۱۹۹۱ فارغ‌التحصیل شد. او در سال ۱۹۹۶ با مدرک مدیریت بازرگانی در امور مالی از کالج ویلیام و مری فارغ‌التحصیل شد. او همچنین در مدرسه اقتصاد لندن تحصیل کرد. بوهلی در حالی که در مدرسه اقتصاد لندن بود، در سیتی بانک و سپس در سی اف فرست بوستون شروع به کار کرد تا بتواند در امور مالی تجربه کسب کند. بولی در مصاحبه ای با اندی سرور گفت: «من به نوعی با یک مانترای ساده زندگی می‌کردم، اگر بگویم که قرار است یک کار را انجام دهم حتماً آن کار را انجام می‌دهم. و وقتی به این شهرت را دارید که می‌توانید کارها را انجام دهید، شگفت‌انگیز است که چه چیزهای زیاد تری در صندوق پستی شما جمع می‌شوند.»بولی در حال حاضر مالک باشگاه فوتبال چلسی در لیگ برتر انگلستان نیز می باشد که با فروش سهام چلسی توسط رومن آبراموویچ جایگزین او شده است.